# Luciano Giunti
Luciano Giunti (Arezzo, 27 gennaio 1930 – 11 agosto 2003) è stato un arbitro di calcio italiano.

## Carriera sui campi
Divenuto arbitro nel 1953, riesce ben presto a percorrere le varie tappe della carriera arbitrale: dal 1958 al 1962 arbitra in Interregionale; dal 1962 al 1966 opera in serie C. In Serie B esordisce a Genova il 12 settembre 1965 nella partita Genoa-Alessandria (1-1). Poi il 19 marzo 1967 a Torino arriva il debutto in serie A in occasione della partita Torino-Lecco terminata in parità (1-1). Nella stessa stagione arbitrerà il 16 aprile 1967 la gara Mantova - Foggia 0-1.
Nel 1973 viene promosso al rango di arbitro internazionale, unitamente ai colleghi Alberto Michelotti e Riccardo Lattanzi.
Nel 1974 viene avvicendato dai ruoli con un bilancio di 61 gare dirette in serie A, 95 in serie B,  2 gare tra Squadre Nazionali-Under 21, ma nessuna gara nelle tre principali Coppe Europee.

## Carriera dirigenziale
Approdato dietro la scrivania, dal 1976 al 1983 è rappresentante presso il Giudice Sportivo della serie C. Dal 1984 al 1988 è componente della Commissione Arbitrale Nazionale di serie C, presieduta da Antonio Marengo. Dal 1988 al 1992 è Presidente del Comitato Regionale Arbitri della Toscana.
Dal 1967 al 1984 è stato presidente della Sezione Aia di Arezzo e dal 1996 al 2000 è stato presidente della Sezione Aia di Valdarno, dopo esserne stato anche il commissario straordinario.
Ha ricevuto riconoscimenti importanti: Stella d'Argento del CONI e Cavaliere Ufficiale della Repubblica Italiana.
Luciano Giunti è deceduto nel 2003 dopo essere stato colpito da un'emorragia cerebrale. A lui è stato dedicato un centro sportivo alla periferia di Arezzo e dal 2004 la Sezione AIA Valdarno porta il suo nome.